# خوسيه فرناندو باوتيستا كوينتيرو
خوسيه فرناندو باوتيستا كوينتيرو (بالإسبانية: José Fernando Bautista) (1963 - 8 أغسطس 2024)، هو دبلوماسي ومحامي وسياسي كولومبي، ولد في 1964 في كوكوتا في كولومبيا. نشط حزبياً في الحزب الاجتماعي للوحدة الوطنية. شغل منصب وزير الاتصالات، وكان سفيرا لكولومبيا في البرتغال، وقد انتخب سفير كولومبيا لدى فنزويلا (6 ديسمبر 2010 – 12 مايو 2011).